# 江素蕙
江素蕙，是光華新聞文化中心前主任，香江文化交流基金會創辦人兼主席，香港台灣工商協會會長、香江論壇主席，資深傳媒人及台灣政治、經濟及文化評論員。   